# 约瑟夫·斯大林的诗歌

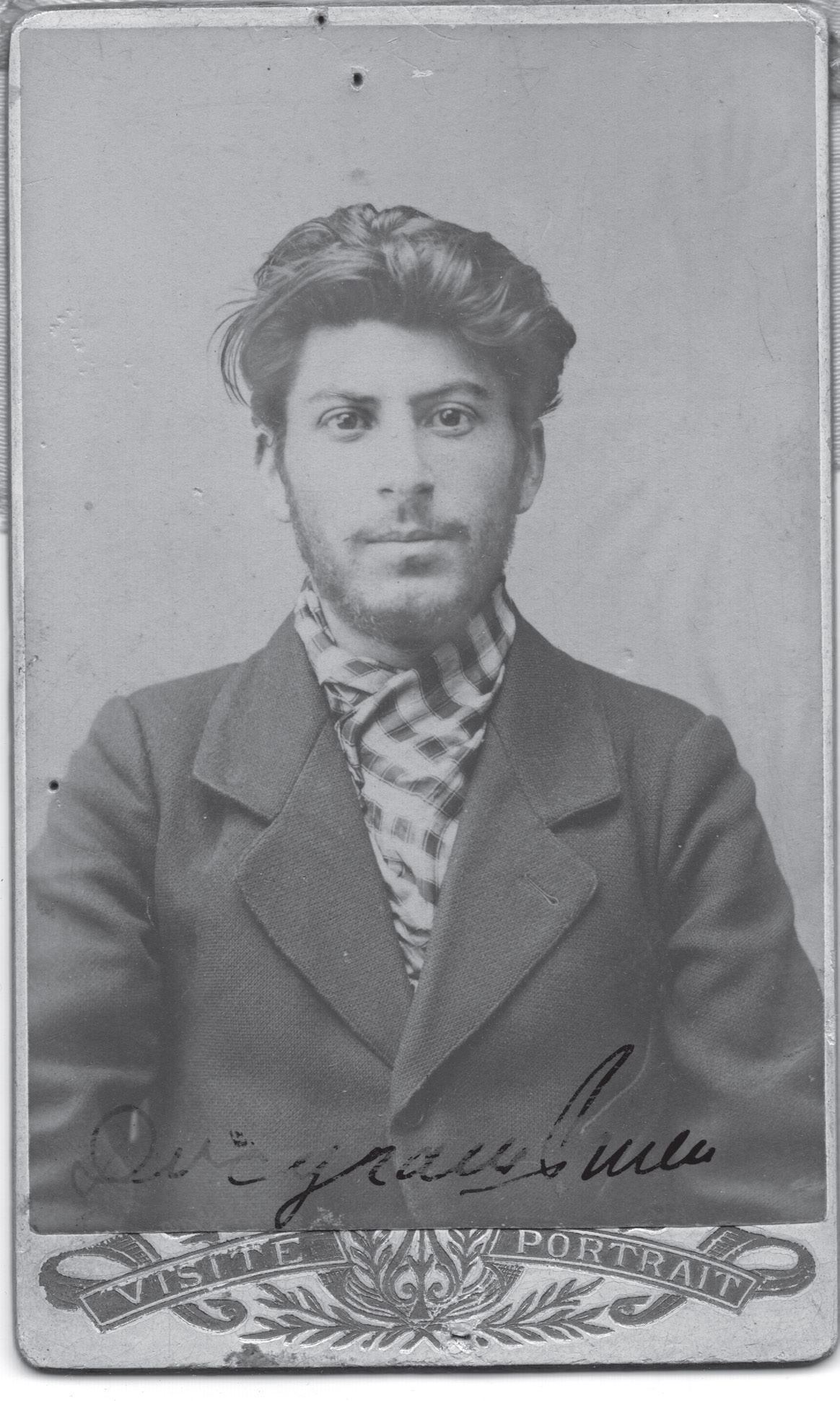
约瑟夫·斯大林，摄于1902年，当时他在写作诗歌。

在约瑟夫·斯大林成为布尔什维克革命家和苏联的统治者之前，他曾是一个前景看好的业余诗人。

## 文学生涯
与其他所有格鲁吉亚孩子一样，约瑟夫·维萨里奥诺维奇·朱加什维利（之后被称为斯大林）是听着史诗《虎皮武士》成长起来的。在儿童时期，他就已经可以背诵该作品，并带着热情阅读其他同时期诗歌。其中，比较知名的包括拉斐尔·埃里斯塔维、阿卡基·采列捷利，此外也包括俄国人尼古拉·涅克拉索夫。

## 延伸閱讀
- Bennardo, Francesco. . Tralerighe. 2019. ISBN 9788832870749.